# بات دان (سياسي)
بات دان هو سياسي كندي، ولد في 10 فبراير 1950. حزبياً، نشط في جمعية المحافظين التقدمية لنوفا سكوشا. وقد انتخب عضو مجلس نواب نوفا سكوتيا.